# Apoclea indica
Apoclea indica là một loài ruồi trong họ Asilidae. Apoclea indica được Bromley miêu tả năm 1935. Loài này phân bố ở miền Ấn Độ - Mã Lai.